# Лекаваксен Тауншип (округ Пайк, Пенсільванія)
Лекаваксен Тауншип (англ. Lackawaxen Township) — селище (англ. township) в США, в окрузі Пайк штату Пенсільванія. Населення — 5072 особи (2020).

## Демографія
Згідно з переписом 2010 року, у селищі мешкали 4994 особи в 2099 домогосподарствах у складі 1453 родин. Було 4580 помешкань
Расовий склад населення:
| - 94,2 % — білих - 2,7 % — чорних або афроамериканців - 0,6 % — азіатів - 0,2 % — корінних американців - 0,1 % — вихідців з тихоокеанських островів |

До двох чи більше рас належало 1,6 %. Частка іспаномовних становила 4,2 % від усіх жителів.
За віковим діапазоном населення розподілялося таким чином: 19,1 % — особи молодші 18 років, 58,5 % — особи у віці 18—64 років, 22,4 % — особи у віці 65 років та старші. Медіана віку мешканця становила 48,8 року. На 100 осіб жіночої статі у селищі припадало 101,2 чоловіків;  на 100 жінок у віці від 18 років та старших — 99,7 чоловіків також старших 18 років.
Середній дохід на одне домашнє господарство  становив 80 022 долари США (медіана — 65 196), а середній дохід на одну сім'ю — 88 309 доларів (медіана — 72 130). Медіана доходів становила 46 905 доларів для чоловіків та 32 917 доларів для жінок. За межею бідності перебувало 6,1 % осіб, у тому числі 16,4 % дітей у віці до 18 років та 1,9 % осіб у віці 65 років та старших.
Цивільне працевлаштоване населення становило 2119 осіб. Основні галузі зайнятості: освіта, охорона здоров'я та соціальна допомога — 19,8 %, мистецтво, розваги та відпочинок — 16,4 %, роздрібна торгівля — 14,8 %.